# Отто Біттер
Отто Біттер (нім. Otto Bitter; 12 жовтня 1918, Рюстрінген — ?) — німецький офіцер-підводник, капітан-лейтенант крігсмаріне.

## Біографія
9 жовтня 1937 року вступив на флот. З липня 1941 року — 1-й вахтовий офіцер, з січня 1943 року — ад'ютант в 4-й флотилії мінних тральщиків. З 29 березня по 25 вересня 1943 року пройшов курс підводника, з 26 вересня пл 31 жовтня 1943 року — курс позиціонування (радіовимірювання), з 1 листопада 1943 по 5 січня 1944 року — курс командира човна, після чого був направлений на будівництво U-1010. З 22 лютого 1944 року — командир U-1010. 17 липня 1944 року переданий в розпорядження 31-й флотилії. 31 липня 1944 року направлений на будівництво U-2535. З 28 січня 1945 року — командир U-2535. 2 травня 1945 року човен був затоплений в рамках операції «Регенбоген». Того ж дня Біттер був переданий в розпорядження командувача-адмірала підводними човнами в Кілі. 8 травня 1945 року взятий в полон британськими військами. 2 серпня 1945 року звільнений.

## Звання
- Кандидат в офіцер (9 жовтня 1937)
- Морський кадет (28 червня 1938)
- Фенріх-цур-зее (1 квітня 1939)
- Оберфенріх-цур-зее (1 березня 1940)
- Лейтенант-цур-зее (1 травня 1940)
- Оберлейтенант-цур-зее (1 квітня 1942)
- Капітан-лейтенант (1 січня 1945)

## Нагороди
- Залізний хрест
  - 2-го класу (29 серпня 1940)
  - 1-го класу (червень 1942)
- Нагрудний знак мінних тральщиків (березень 1942)